# Camiguim (ilha)
Camiguim (cebuano:Lalawigan sa Camiguin; tagalog: Lalawigan ng Camiguin) é uma ilha e uma província das Filipinas. Existe outra ilha com o mesmo nome, que não deve ser confundida. Trata-se de uma das ilhas Babuyan.
Camiguim está situada na Região Administrativa de Mindanau do Norte (em cebuano Amihanang Mindanaw), também denominada Região X. 
É a segunda província mais pequema em população e em área, e compreende a ilha de Camiguim, situada a norte de Mindanao, e dois pequenos ilhéus próximos.
A capital e maior cidade é Mambajao, com cerca de 37000 habitantes.